# A Praça É Nossa
A Praça É Nossa é um programa de televisão humorístico brasileiro transmitido pelo SBT.
Uma primeira versão do programa foi concebida em 1956, sob o nome A Praça da Alegria (1956-1978), criada por Manuel de Nóbrega. Possuía um cenário simples e simultaneamente muito prático: um senhor sentado num banco de uma praça, por onde iam passando vários personagens. A versão estreou na televisão em 1956 no canal TV Paulista, sendo comandado por seu criador até o começo dos anos 70. Até então, a atração já passou pela TV Record e TV Rio, até o falecimento de Manuel da Nóbrega em 1976. Após um tempo fora do ar, voltou a ser exibida em 1977-1978 pela Rede Globo, desta vez apresentada por Luís Carlos Miele.
Em 1987, o programa foi recriado na Rede Bandeirantes com o título Praça Brasil, apresentado pelo filho de Manuel, Carlos Alberto de Nóbrega. Após apenas quatro episódios, Carlos Alberto se transferiu para o SBT, onde montou um novo programa no mesmo formato, com o nome A Praça É Nossa. Na emissora de Silvio Santos, o humorístico estreou em 7 de maio de 1987, permanecendo até o presente momento.
A cidade de Peruíbe, no litoral de São Paulo, foi escolhida para a edição especial em 2004, a única gravada ao ar livre, no carnaval.
No especial de ano novo, exibido em 28 de dezembro de 2023, Marcelo de Nóbrega, filho de Carlos Alberto, comandou o programa que não contou com a presença do titular devido ao fato do mesmo ter realizado uma cirurgia para a retirada de um coágulo no cérebro, apesar desse ter gravado um vídeo tranquilizando os fãs através de uma esquete no começo da atração. Além de Marcelo, os próprios personagens também apresentaram a edição do dia. Essa foi a única edição da Praça desde a sua estreia que não teve a presença de Carlos Alberto.

## Passagem pela Globo
Em 1977, um ano após a morte de Manuel de Nóbrega, a Rede Globo voltou a exibir o programa, como forma de homenagear seu criador.
O primeiro Praça da Alegria teve direção de Mário Lúcio Vaz, e os seguintes foram dirigidos por Carlos Alberto Loffler. Carlos Alberto de Nóbrega, filho de Manuel de Nóbrega, era o responsável pela redação final do programa.
O tema de abertura da Praça da Alegria era o mesmo das versões anteriores: "A Praça", composta por Carlos Imperial e gravada por Ronnie Von.
Agora, quem ocupava seu banco era Luís Carlos Miele, que contracenava com os personagens antológicos do programa, que ainda, conservavam intacto seu apelo popular como Pacífico: figura alucinada que contava histórias mirabolantes e bordões nonsenses como “Ô cride!”. Bizantina Escatamáquia Pinto, mais conhecida como Velha Surda (Rony Rios): uma senhora meio míope e surda que importunava o humilde Apolônio (Viana Júnior), confundindo tudo o que ele dizia. Já passaram pela praça, como por exemplo: Catifunda (Zilda Cardoso), uma ladra carismática que não tinha vergonha de contar suas histórias (trambiques), enquanto fumava um charuto e reclamava da concorrência desleal dos “colegas de profissão”, o leitor mal-humorado e semi-analfabeto interpretado por Walter D'Ávila, o garoto vestido à moda marinheiro (Simplício) que atormentava o homem da praça com suas perguntas impertinentes e seus gritos de “Ó, home!”, Cremilda, a dondoca vivida por Consuelo Leandro que se gabava das impressionantes façanhas do seu “marido Oscar”, um ricaço poderoso e o Mendigo Nobre de Jorge Loredo e Borges de Barros, que, apesar de maltrapilho, agia como um lorde. Em um dos quadros, Jô Soares aparecia no papel do alemão que, por não dominar direito o português, travava uma conversa cheia de duplo sentido com Carlos Alberto de Nóbrega.
No final de 1977 e em janeiro de 1978, além dos humoristas cariocas que contracenavam com Miéle, também os paulistas e pernambucanos passaram a participar do programa. No banco de São Paulo, o homem da praça era Carlos Alberto de Nóbrega; em Pernambuco, Aldemar Paiva.
A Praça da Alegria repetiu na TV Globo o sucesso dos tempos de Manuel de Nóbrega, mas saiu da programação em 1978. A partir de 1987, sob o comando de Carlos Alberto de Nóbrega, o programa estreou na Rede Bandeirantes, sob o nome de Praça Brasil, mas durou por pouco tempo. Depois, voltou a ser exibido pelo SBT, com o nome de A Praça é Nossa.

## O programa

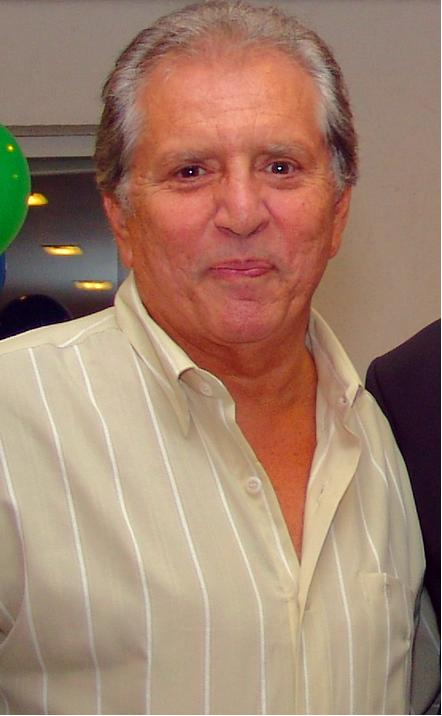
O apresentador do programa, Carlos Alberto de Nóbrega.

A estreia de A Praça é Nossa no SBT aconteceu no dia 7 de maio de 1987. Anteriormente, de 1956 a 1970, a atração passou pela Record e TV Rio até sair do ar nos anos 70. Em 1977, a Globo voltou a exibir A Praça da Alegria, que a partir de 1987, seria chamada de Praça Brasil na Bandeirantes e de A Praça é Nossa no SBT.
Ao conquistar todas as faixas etárias e classes sociais, A Praça É Nossa sempre se destacou pela diversificação em seu humor. Foram produzidos mais de mil programas inéditos. Sem contar que já desfilaram pelo banco da praça mais das, entre humoristas e comediantes, que protagonizaram o respeitável número de 250 personagens. Atualmente o programa conta com mais de 20 personagens, mesclando experientes e jovens. Entre eles estão João Plenário (Saulo Laranjeira), Renata - A Ciumenta (Renata Brás), Nina e Sangue (ambos interpretados por Marlei Cevada), Saidera (Giovani Braz), Cucurucho (Pereira França Neto), os grupos Café com Bobagem e Os Malandros (Jefferson Farias, Duca Pantaleão e Mané Marreco), Matheus Ceará, as imitações de Alexandre Porpetone, entre outros.
A Praça É Nossa ainda ficou conhecida por receber diversas personalidades de áreas distintas em seus quadros, tais como o rei Pelé, os craques Zico e Raí, o estilista Clodovil, o intelectual e médico Enéas Carneiro, o campeão Popó, os medalhas de ouro do vôlei Maurício, Tande, Pampa e Giovane; as musas do basquete Magic Paula e Hortência; o então deputado federal Luiz Inácio Lula da Silva, Padre Antônio Maria, Gugu Liberato, Dercy Gonçalves, os cantores Daniel, Fagner, Fábio Jr., Leonardo, Agnaldo Rayol, Zezé di Camargo e Luciano, Claudinho & Buchecha; as cantoras Kelly Key, Roberta Miranda e Gil; Celso Portiolli, Dedé Santana, os jornalistas Carlos Nascimento e Bóris Casoy; e bandas como Jota Quest, Charlie Brown Jr., Falamansa, Família Lima, Fat Family, além do dono da estação Silvio Santos, entre muitos outros.
Há mais de 30 anos Carlos Alberto de Nóbrega comanda a atração, que também conta com a performance de Marcelo de Nóbrega, seu filho, que começou como ator e hoje dirige o programa e interpreta o Explicadinho.

## Personagens
Stand Up Comedy
Em 2010 o programa inovou ao ser o primeiro programa de TV do Brasil a dar espaço a artistas de stand up regularmente.

## Teatro
Em junho de 2015 foi lançado por Marcelo de Nóbrega o show Proibidão da Praça, versão teatral do programa composto por piadas feitas no humorístico que não vão ao ar por serem consideradas impróprias para a TV. O Proibidão estreou no Teatro Pikadeiro Fun House, em São Paulo, fazendo uma curta temporada, e desde então viaja pelo país todo. 

## Personalidades que passaram pelo programa
Desde os tempos de Manuel de Nóbrega, A Praça É Nossa se destaca por revelar novos talentos do humor. E agora, com um espírito de garimpeiro, Carlos Alberto encontra várias preciosidades do humor. Ao longo de sua história no SBT, o programa A Praça é Nossa contou com estrelas do humor brasileiro que marcaram época e deixaram saudades, como Ronald Golias, responsável pelos personagens Pacífico, Bronco, Profeta e Professor Bartolomeu. Além de Maria Teresa, que interpretou por anos A Fofoqueira e Lady Grace Benedita. E o ator Jorge Lafond, que eternizou a personagem Vera Verão.
E mais artistas que já se foram, mas ainda permanecem na memória de muita gente, como: Nhô Moraes (Emílio Fingoli); O Homem do Bumbo (Lilico); Lindeza com sua gravata Cocada (Roni Cócegas); O Homem de Itu (Simplício); A Mulher do Oscar e Lola, a Repórter (Consuelo Leandro); A Velha Surda, Seu Explicadinho e Philadelpho (Roni Rios); Louco e Caipira (Clayton Silva), O Homem do Telefone (Canarinho) entre outros.
Alguns destes humoristas conseguem valorizar muito bem as piadas escritas pelos redatores do programa. Já outros possuem talento para escrever os próprios textos e também tiram muitas risadas do público. Mas uma coisa é fato: inúmeros humoristas já foram revelados pela Praça. Com o passar dos anos, foram aparecendo vários novos personagens e novos quadros na praça tais como: Seu Memê, Batman e Robin, Ceará, Bigode, Nina entre outros. Em 2017 estreou o personagem "Doutora Camomila", interpretado por Dalila de Nóbrega, neta de Carlos Alberto.

## Direção
- Marcelo de Nóbrega - Diretor e filho de Carlos Alberto (Dono)

## Crítica
Eugênio Bucci, ao comentar em 2002 sobre diversos programas humorísticos da TV brasileira para a Folha de S.Paulo, disse que "a qualidade do humor na TV segue baixa e estreita."

## Prêmios e indicações
| Ano  | Prêmio                      | Categoria          | Trabalho        | Resultado | Ref.   |
| ---- | --------------------------- | ------------------ | --------------- | --------- | ------ |
| 2016 | Troféu Internet de 2016     | Melhor Humorístico | A Praça é Nossa | Venceu    |        |
| 2016 | Troféu Imprensa de 2016     | Melhor Humorístico | A Praça é Nossa | Venceu    |        |
| 2017 | Troféu Internet de 2017     | Melhor Humorístico | A Praça é Nossa | Venceu    |        |
| 2017 | Troféu Imprensa de 2017     | Melhor Humorístico | A Praça é Nossa | Venceu    |        |
| 2018 | Troféu Internet de 2018     | Melhor Humorístico | A Praça é Nossa | Venceu    |        |
| 2018 | Troféu Imprensa de 2018     | Melhor Humorístico | A Praça é Nossa | Venceu    |        |
| 2018 | Prêmio Contigo! Online 2018 | Melhor Humorístico | A Praça é Nossa | Venceu    | [ 29 ] |
| 2019 | Troféu Internet de 2019     | Melhor Humorístico | A Praça é Nossa | Venceu    |        |
| 2019 | Prêmio Contigo! Online 2019 | Melhor Humorístico | A Praça é Nossa | Venceu    | [ 30 ] |
| 2020 | Prêmio Contigo! Online 2020 | Melhor Humorístico | A Praça é Nossa | Venceu    | [ 31 ] |